# Alfred Herrhausen

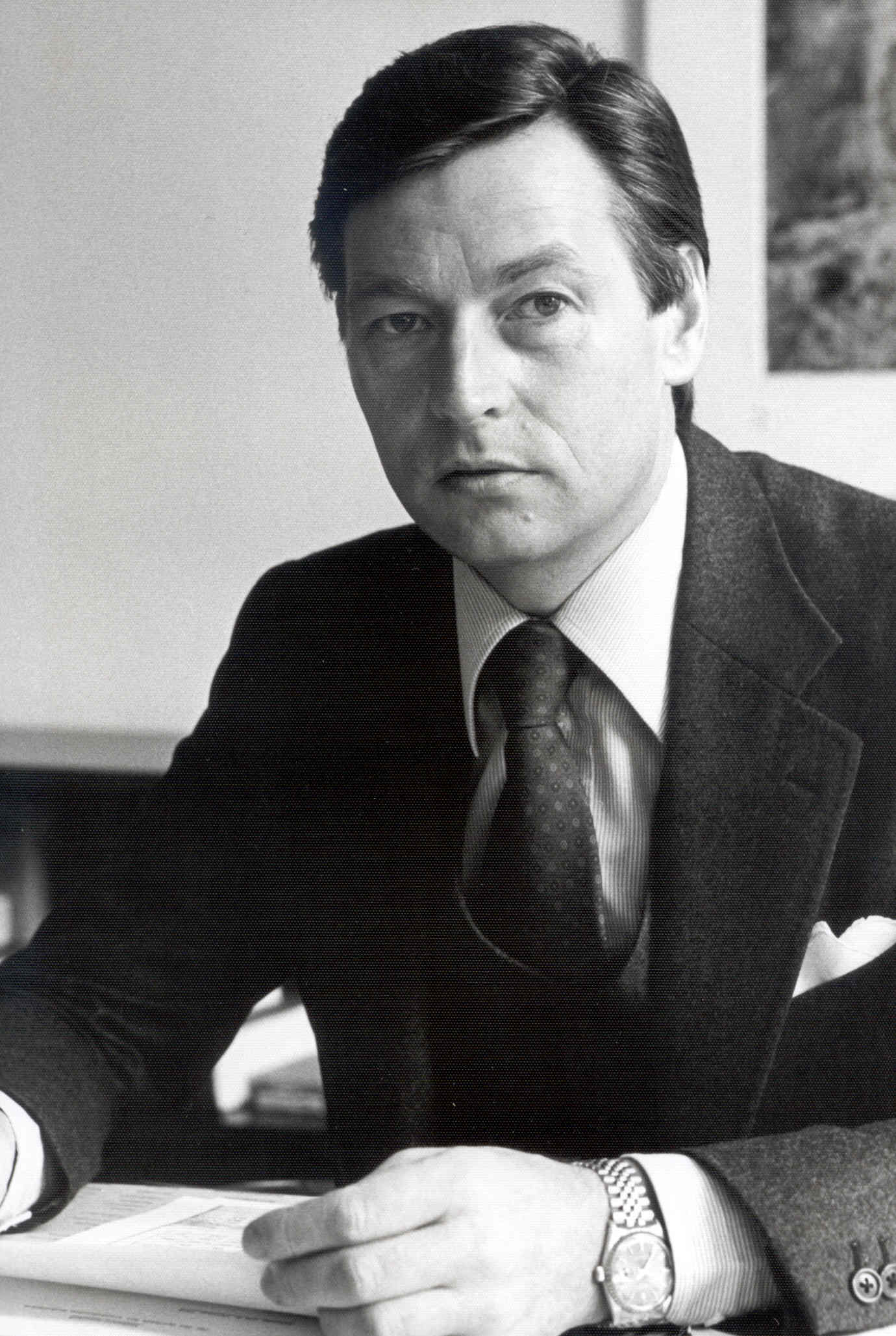
Alfred Herrhausen (1985)

Alfred Herrhausen (Essen, 30 januari 1930 – Bad Homburg vor der Höhe, 30 november 1989) was een Duitse bankier. Vanaf mei 1988 was hij president van de Deutsche Bank in Hamburg.
Herrhausen studeerde economie aan de Universiteit van Keulen. In 1988 werd hij president van de Deutsche Bank in Hamburg. 
Op 30 november 1989 kwam Herrhausen om het leven bij een bomaanslag die door de Rote Armee Fraktion werd opgeëist.
De dader of daders zijn nooit opgespoord.
- Gemeinsame Normdatei: 118927523
- International Standard Name Identifier: 0000 0000 5529 0675
- Library of Congress Control Number: n88020151
- Nationale Bibliotheek van Tsjechië: jo2016906602
- Nationale Bibliotheek van Israël: 987007391424005171
- Nederlandse Thesaurus van Auteursnamen: 069823472
- Système universitaire de documentation: 077013778
- Virtual International Authority File: 67264682
- WorldCat: E39PBJtRGHGdtkjbDdtVM39kXd